# Casa de Kenneth y Phyllis Laurent

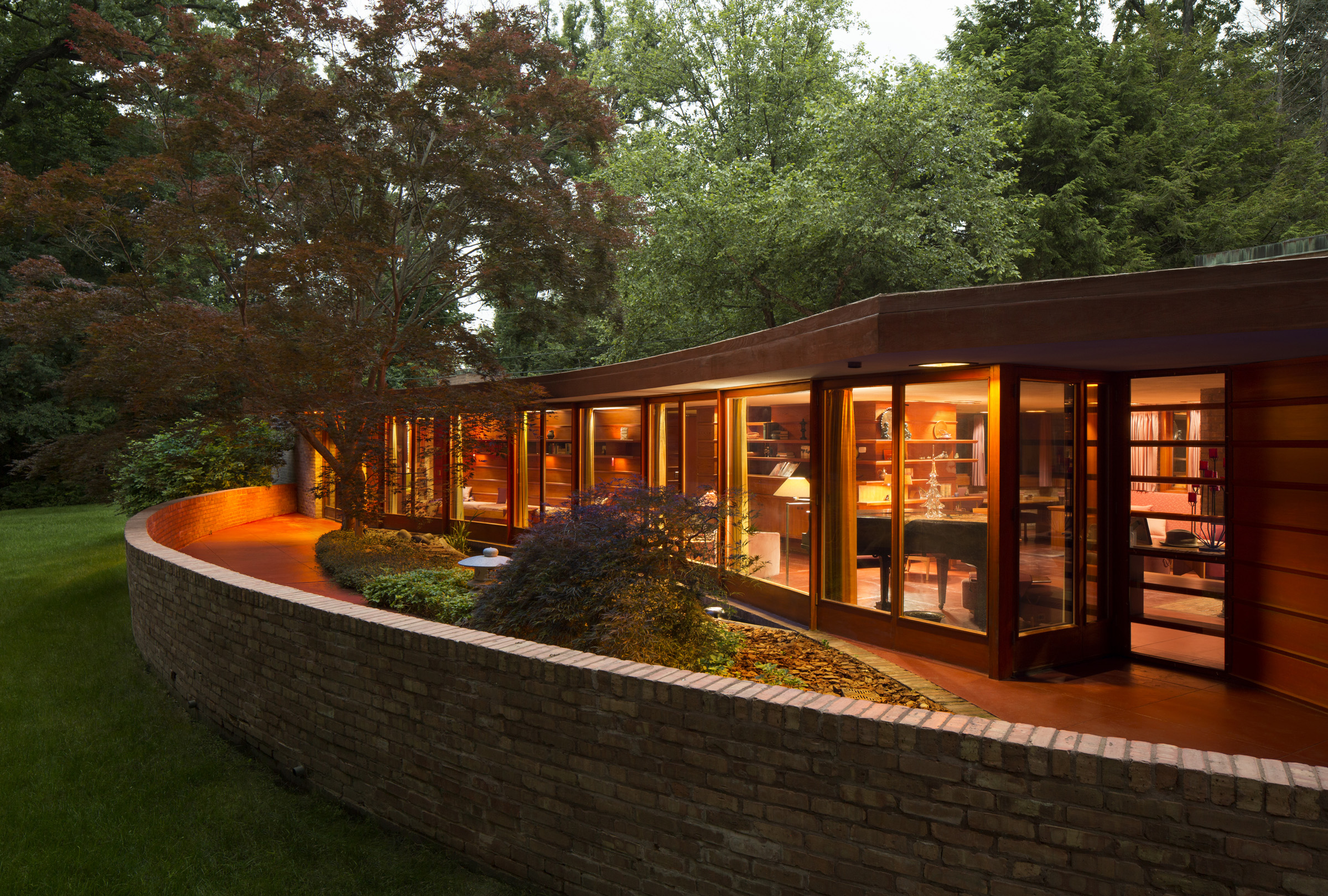
Vista de la parte posterior de la casa Laurent y patio con estanque koi. La iluminación diseñada por FLW le da a la casa un brillo único en el crepúsculo.

La Casa de Kenneth y Phyllis Laurent es una casa usoniana diseñada por Frank Lloyd Wright en Rockford, Illinois.  Fue la única casa que Wright diseñó para un cliente con discapacidad física. 

## Historia
Kenneth Laurent nació en Illinois en 1919.  En 1937, se mudó a Rockford y comenzó a trabajar como estadístico para National Lock Corporation. Fue en Rockford donde conoció a su esposa, Phyllis Carman. Kenneth Laurent sirvió en la Marina de los Estados Unidos durante la Segunda Guerra Mundial, y regresó a Rockford el 17 de marzo de 1946. Sin embargo, después de unos pocos meses, comenzó a mostrar un dolor intenso en la sección lumbar y perdió la sensación en las piernas. Fue diagnosticado con un tumor espinal en mayo, y aunque una operación eliminó con éxito el tumor, quedó paralizado. Después de la rehabilitación en el Hospital Edward Hines Jr. VA , recibió una compensación como parte del programa de Vivienda Especialmente Adaptada. Este programa otorgó a los veteranos discapacitados el 50% de los costos de una casa para adaptarse a su discapacidad. Esto brindó una excelente oportunidad para que los Laurent compraran su primera casa.
Phyllis leyó un artículo en una edición de verano de House Beautiful, que presentaba el artículo "El amor de un hombre y su casa". El artículo fue una revisión de la residencia Loren Pope de Frank Lloyd Wright en Falls Church, Virginia, que fue construida para el autor.  Kenneth le escribió a Wright en agosto de 1948, sugiriéndole que diseñara una casa en un terreno urbano que los Laurent habían seleccionado. Los Laurent fueron invitados a Taliesin en Spring Green, Wisconsin , para discutir el proyecto. A Wright no le gustaba la parcela que los Laurent habían sugerido e instó a sus clientes a elegir un sitio en los márgenes de la ciudad. Los Laurent escucharon la solicitud de Wright y encontraron un terreno agradable en frente de un arroyo. Wright aprobó el sitio y comenzó su diseño en enero de 1949.  Los planes finales se completaron ese agosto. El diseño era inusual para Wright porque tenía que ser accesible para sillas de ruedas. Es la única casa que Wright diseñó para una persona con discapacidad.
La casa fue construida por el contratista local Harry V. Johnson. La Compañía de fabricación Rinehimer proporcionó ciprés de veta roja para las paredes interiores y los adornos exteriores.  John deKoven Hill fue nombrado por Wright para supervisar el proyecto. Durante la construcción, los Laurent se hicieron amigos de Wright. Wright ocasionalmente le pedía a los Laurent que revisaran algunos de sus diseños actuales en Taliesin. Wright también visitó a los Laurent, y se detuvo en la casa con Hill y Edgar Kaufmann Jr. en 1958, los Laurent se volvieron nuevamente hacia Wright cuando querían una adición a su casa. A los Laurent no les gustó el primer conjunto de diseños que Wright hizo, y Wright murió antes de que pudiera redactar un segundo. La adición fue diseñada en 1960 por el arquitecto de Evanston Jack Howe, quien se graduó de la escuela de Taliesin. El hijo de Harry Johnson recibió el encargo de construir la adición. Los Laurent fueron la única familia que vivió en la casa. El 28 de agosto de 2012, fue reconocida por el Servicio de Parques Nacionales con una inscripción en el Registro Nacional de Lugares Históricos. Se esperaba que abriera para visitas en el verano de 2013, pero una tormenta dañó el techo. La Fundación Laurent House recaudó 500.000 $ para repararlo. La casa se abrió para visitas el 8 de junio de 2014.

## Arquitectura
La casa es un diseño de hemiciclo, que mide aproximadamente 240 m² en un terreno de media hectárea. La Casa Laurent fue el primer edificio de una sola planta de Wright en usar este diseño.  El terreno se inclina suavemente hacia el Spring Creek.  Se construyó principalmente con ciprés de veta roja y ladrillo común de Chicago. Los planos originalmente pedían piedra caliza, pero los Laurent rechazaron el costo adicional.   
Está construida sobre una base de hormigón vertido sobre roca triturada. La capa superior de hormigón se mezcló con un pigmento rojo. La casa cuenta con dos grandes chimeneas. La chimenea central está sobre la línea del techo con un amplio borde de goteo de cobre. La otra chimenea se encuentra en la pared final del lado este del dormitorio principal. El techo es plano y está hecho de alquitrán y grava. La casa tiene aleros profundos y una amplia cornisa. Cajas de luz cuadradas empotradas se encuentran intermitentemente a lo largo de los aleros.  Todas las ventanas tienen marcos de ciprés y son de una sola luz.   
La entrada principal está debajo de una cochera para dos autos. Tiene un muro curvo de vidrio de más de 15 m. orientado al noroeste. La casa tiene calor radiante por tuberías de agua. La única área subterránea de la casa es una pequeña sala de mantenimiento donde se encuentran dispositivos como el calentador de agua y el ablandador de agua. Los baños son más grandes que en la mayoría de los diseños de Wright para mejorar la maniobrabilidad.